# جورج کاکس (بازیکن فوتبال)
جورج کاکس (انگلیسی: George Cox؛ زادهٔ ۱۴ ژانویهٔ ۱۹۹۸) بازیکن فوتبال اهل انگلستان است.
از باشگاه‌هایی که در آن بازی کرده‌است می‌توان به باشگاه فوتبال برایتون اند هوو آلبیون، باشگاه فوتبال نورث‌همپتون تاون، و باشگاه فوتبال فورتونا سیتارد اشاره کرد.